# Ŋ̄
Cette page contient des caractères spéciaux ou non latins. S’ils s’affichent mal (▯, ?, etc.), consultez la page d’aide Unicode.
L’eng macron (majuscule : Ŋ̄, minuscule : ŋ̄) est une lettre supplémentaire de l'alphabet latin utilisée dans l’écriture du dizi et du ngomba. Elle est composée d’un eng ‹ ŋ › diacrité d’un macron.

## Représentations informatiques
L’eng macron peut être représenté avec les caractères Unicode suivants, :
| Formes    | Représentations | Chaînes de caractères | Points de code | Descriptions                                   |
| --------- | --------------- | --------------------- | -------------- | ---------------------------------------------- |
| capitale  | Ŋ̄               | Ŋ◌̄                    | U+014A U+0304  | lettre majuscule latine eng diacritique macron |
| minuscule | ŋ̄               | ŋ◌̄                    | U+014B U+0304  | lettre minuscule latine eng diacritique macron |